# Stadion Pod Goricom
Stadion Pod Goricom (černohorsky Stadion Pod Goricom) je víceúčelový stadión v Podgorici, hlavním městě Černé Hory. Jeho jméno odkazuje na polohu pod blízkým kopcem Gorica.
Mezi nejvýznamnější zápasy, odehrané na stadiónu, patří:
- Jugoslávie - Lucembursko 0:0 (27. říjen 1971, asi 15 000 diváků)
- Jugoslávie - Wales 4:4 (15. prosinec 1982, asi 17 000 diváků)
- FK Budućnost Podgorica - Deportivo La Coruňa 2:1 (9. červenec 2005, asi 10 000 diváků)
- Černá Hora - Maďarsko 2:1 (24. březen 2007, asi 13 000 diváků)
- Černá Hora - Itálie 0:2 (28. březen 2009, asi 17 000 diváků)

## Historie

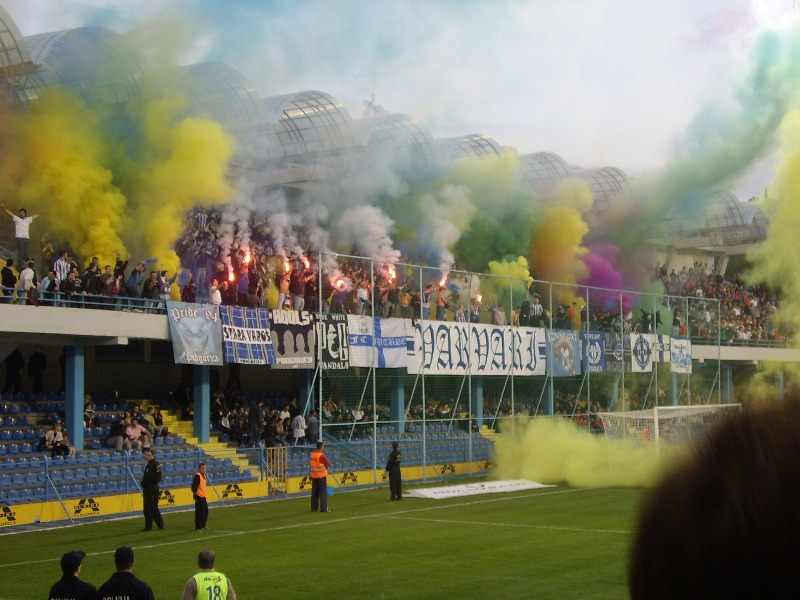
Varvari na podgorickém stadióně

Stadion byl postaven v roce 1945, o pět let později však vyhořel. Byl zcela přestavěn - původní kapacita 7000 diváků se rekonstrukcí zvýšila na 17 000. Po rozpadu Jugoslávie se kapacita zredukovala na 12 000 míst, všechna k sezení. V roce 2006 byla hrací plocha stadionu upravena. Od tohoto roku je také celá travnatá. Rozměry plochy jsou 105 x 70 metrů.
Stadion je v současné době domácím hřištěm klubu FK Budućnost Podgorica a je využíván převážně pro fotbalové zápasy. Slouží také jako místo pro utkání Černé Hory s ostatními reprezentacemi, protože je to jediný stadión v Černé Hoře, který splňuje normy UEFA.
Na severní tribuně sedávají většinou fanoušci týmu FK Budućnost Podgorica, převážně skupina jeho fanoušků s názvem Varvari. Tato skupina také tvoří většinu diváků, pokud zde tým Budoucnost hraje. Varvari je největší Ultras skupina v Černé Hoře.
Jižní a západní tribuny jsou k dispozici ostatním divákům. Předpokládaná stavba východní tribuny má navýšit kapacitu diváků přes 18 000 míst.